# Gonneville-le-Theil
Gonneville-le-Theil es una comuna francesa situada en el departamento de Mancha, de la región de Normandía.

## Geografía
Está ubicada a 10 km al este de Cherburgo-en-Cotentin.

## Historia
Fue creada el 1 de enero de 2016, como una comuna nueva, en aplicación de una resolución del prefecto de Mancha del 4 de diciembre de 2015 con la unión de las comunas de Gonneville y Le Theil, pasando a estar el ayuntamiento en la antigua comuna de Gonneville.

## Demografía
| Gráfica de evolución demográfica de Gonneville-le-Theil entre 1800 y 2013 |
|                                                                           |

Los datos entre 1800 y 2013 son el resultado de sumar los parciales de las dos comunas que forman la nueva comuna de Gonneville-le-Theil, cuyos datos se han cogido de 1800 a 1999, para las comunas de Gonneville y Le Theil de la página francesa EHESS/Cassini. Los demás datos se han cogido de la página del INSEE.

## Composición
| Comuna delegada | Código INSEE | Población (2013) | Superficie (km²) | Densidad (hab./km²) |
| --------------- | ------------ | ---------------- | ---------------- | ------------------- |
| Gonneville      | 50209        | 897              | 15.36            | 58                  |
| Le Theil        | 50595        | 664              | 13.81            | 48                  |